# Leszczotka dwojaczka
Leszczotka dwojaczka, widłogonka dwojaczka, dziwaczka dwojaczka, widłogonka białodrzewka (Furcula bifida) – gatunek motyla z rodziny garbatkowatych. Zamieszkuje Palearktykę. Gąsienice żerują na wierzbach i topolach. Osobniki dorosłe aktywne nocą.

## Taksonomia
Gatunek ten opisany został po raz pierwszy w 1781 roku przez Johanna A.E Goeze pod nazwą Phalaena hermelina, jednak była ona wcześniej wykorzystana. W związku z tym za obowiązujący uznaje się epitet gatunkowy bifida, nadany w 1787 roku przez Nikolausa Josepha Brahma.

## Morfologia

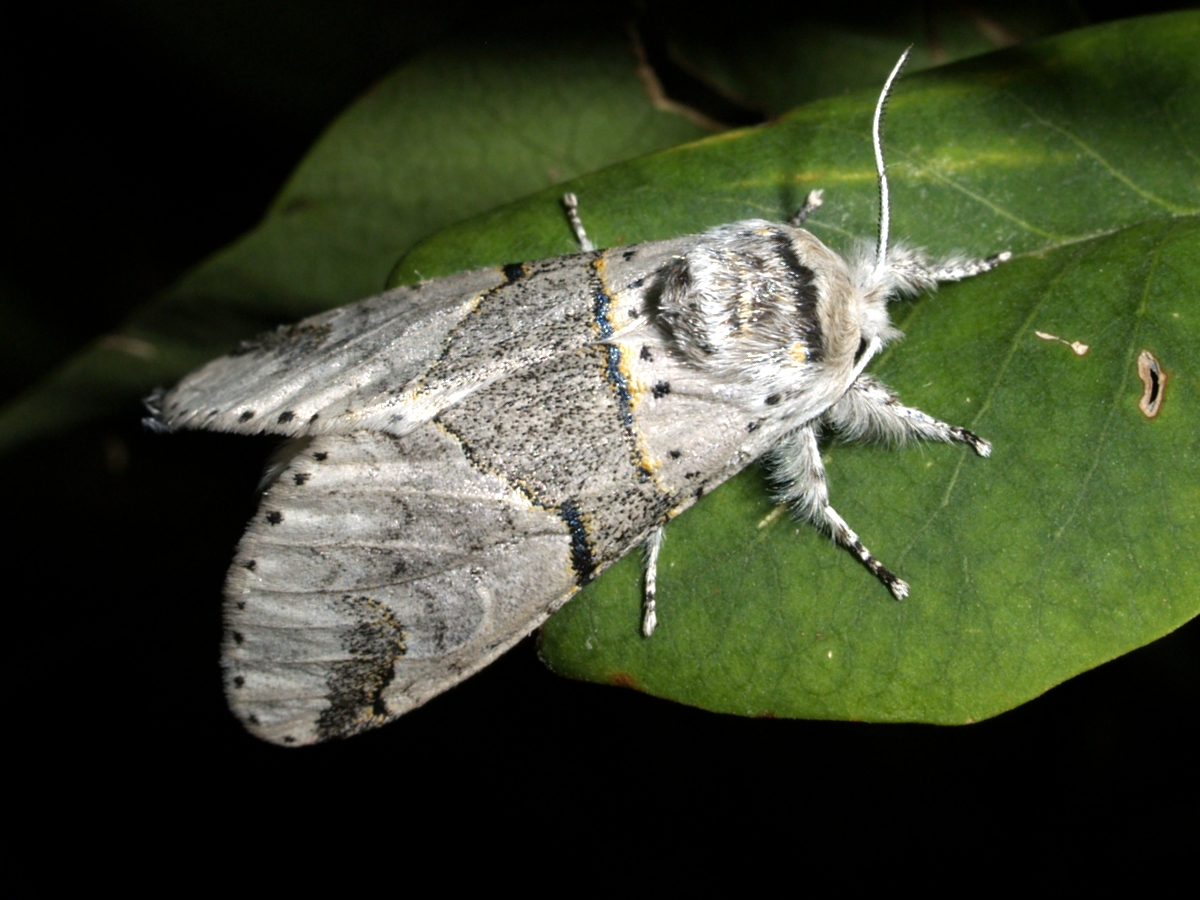
Imago w spoczynku

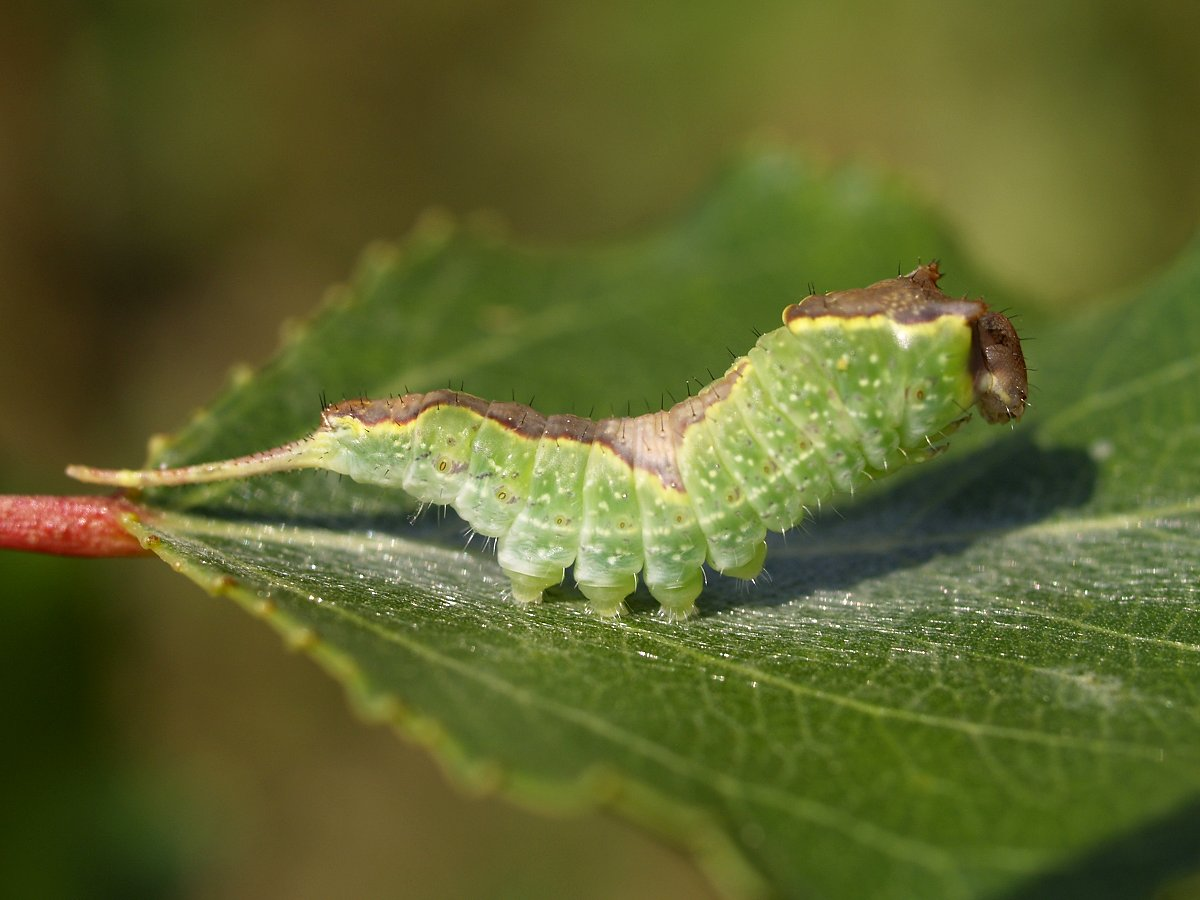
Gąsienica w widoku bocznym

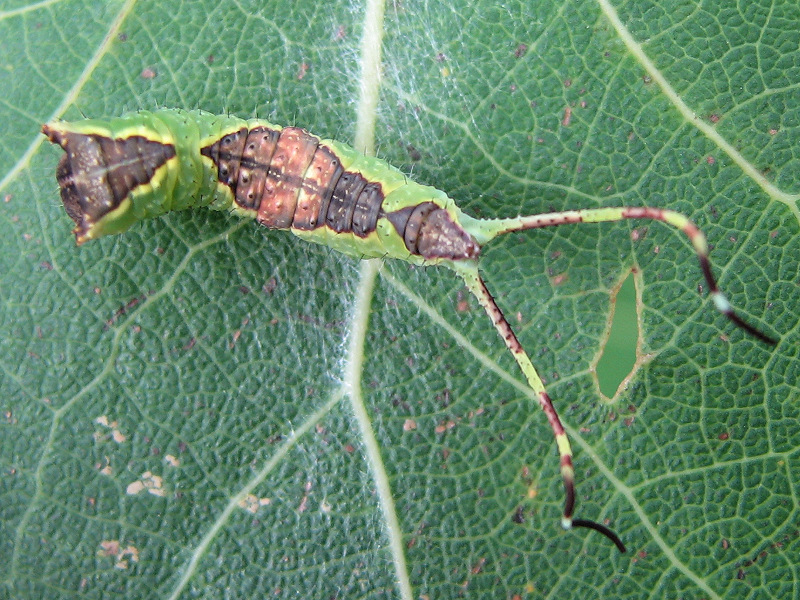
Gąsienica w widoku grzbietowym

### Owad dorosły
Motyl o krępym ciele i rozpiętości skrzydeł sięgającej od 38 do 43 mm. Głowa jest zaopatrzona w słabo owłosione oczy złożone, bardzo krótkie głaszczki, natomiast pozbawiona jest przyoczek i ssawki. Czułki nie osiągają połowy długości przedniego skrzydła i wykazują dymorfizm płciowy w budowie, będąc wyraźnie grzebykowanymi u samca, zaś u samicy mając krótsze ząbki. Szeroki tułów ma gęste owłosienie i nieodstające tegule. Skrzydło przedniej pary osiąga od 18 do 22 mm długości i ma szarawobiałe, lekko prześwitujące, rozjaśnione w polu nasadowym tło. Szarą, lekko na przedzie zwężoną przepaskę środkową obrzeżają czarne linie, z których wewnętrzna jest szeroka i niemal prosta, a zewnętrzna jest w przedniej części lekko wygięta łukowato i tam zgrubiała. Poza tym czarne są dwie ostro ząbkowane na żyłkach linie zlokalizowane w polu zewnętrznym, na zewnątrz od przepaski środkowej oraz szereg plamek przy zewnętrznej krawędzi skrzydła. Na obrzeżeniach środkowej przepaski oraz na ciemnej plamie wierzchołkowej występuje delikatne nakrapianie barwy żółtej. Owalne skrzydło tylnej pary ma białe tło ze słabo widoczną stalowoszarą obwódką i ciemną plamką na żyłce poprzecznej. Odnóża są gęsto porośnięte wełnistymi włoskami. Odwłok również jest gęsto owłosiony.

### Stadia rozwojowe
Jaja mają kształt półkulisty i osiągają między 1,2 a 1,4 mm średnicy. Nie są przykrywane łuskami z odwłoka samicy. Ubarwienie zarówno chorionu, jak i reszty jaja jest czarne. Powierzchnia chorionu podzielona jest na duże komórki z ostrymi zmarszczkami na dnie. Na rozetkę mikropylową składa się od 19 do 22 komórek.
Gąsienica ostatniego stadium ma ubarwienie zielone z brunatnym znakiem za głową, brunatnym siodłem oraz brunatnozielonymi widełkami na wierzchołku odwłoka. Barwa jej ciała ciemnieje do brudnobrązowej przed przepoczwarczeniem.

## Ekologia i występowanie
Owad ten zasiedla wilgotne lasy liściaste (chętnie łęgowe) i mieszane, nadrzeczne zarośla, parki, ogrody i stanowiska ruderalne. Gąsienice są foliofagami żerującymi na liściach wierzb (w tym wierzby iwy, wierzby dwubarwnej i wierzby czarniawej) i topól (w tym topoli białej, osiki, topoli czarnej, topoli balsamicznej i Populus suaveolens). Preferują niskie drzewa. Okres lotu motyli trwa od maja do lipca, zaś okres żerowania gąsienic od lipca do września. Wyrośnięta gąsienica konstruuje z przędzy i pogryzionej kory twardy kokon, w którym następuje jej przepoczwarczenie. Zimowanie odbywa się w stadium poczwarki, niekiedy dwukrotnie. Owady dorosłe nie pobierają pokarmu i są aktywne nocą. Przylatują do sztucznych źródeł światła. Za dnia przesiadują na pniach drzew i konstrukcjach drewnianych.
Gatunek palearktyczny. W Europie znany jest z Portugalii, Hiszpanii, Andory, Irlandii, Wielkiej Brytanii, Francji, Belgii, Luksemburgu, Holandii, Niemiec, Szwajcarii, Austrii, Włoch, Danii, Szwecji, Norwegii, Finlandii, Estonii, Łotwy, Litwy, Polski, Czech, Słowacji, Węgier, Białorusi, Ukrainy, Rumunii, Bułgarii, Słowenii, Chorwacji, Bośni i Hercegowiny, Serbii, Czarnogóry, Albanii, Macedonii Północnej, Grecji oraz europejskich części Rosji i Turcji. Poza tym występuje w Afryce Północnej, azjatyckiej części Turcji, Armenii, Kazachstanie, Iranie, Mongolii i Chinach. W Polsce jest owadem nierzadko spotykanym, ale lokalnym. Z kolei na „Czerwonej liście gatunków zagrożonych Republiki Czeskiej” umieszczony został ze statusem gatunku narażonego na wyginięcie (VU). 